# Gare d'Água Branca
La gare d'Água Branca (en portugais Estação Água Branca) est une gare ferroviaire de la ligne 7 (Rubis) de la Companhia Paulista de Trens Metropolitanos (CTPM). Elle est située dans le quartier de la Lapa à São Paulo, au Brésil.

## Situation ferroviaire

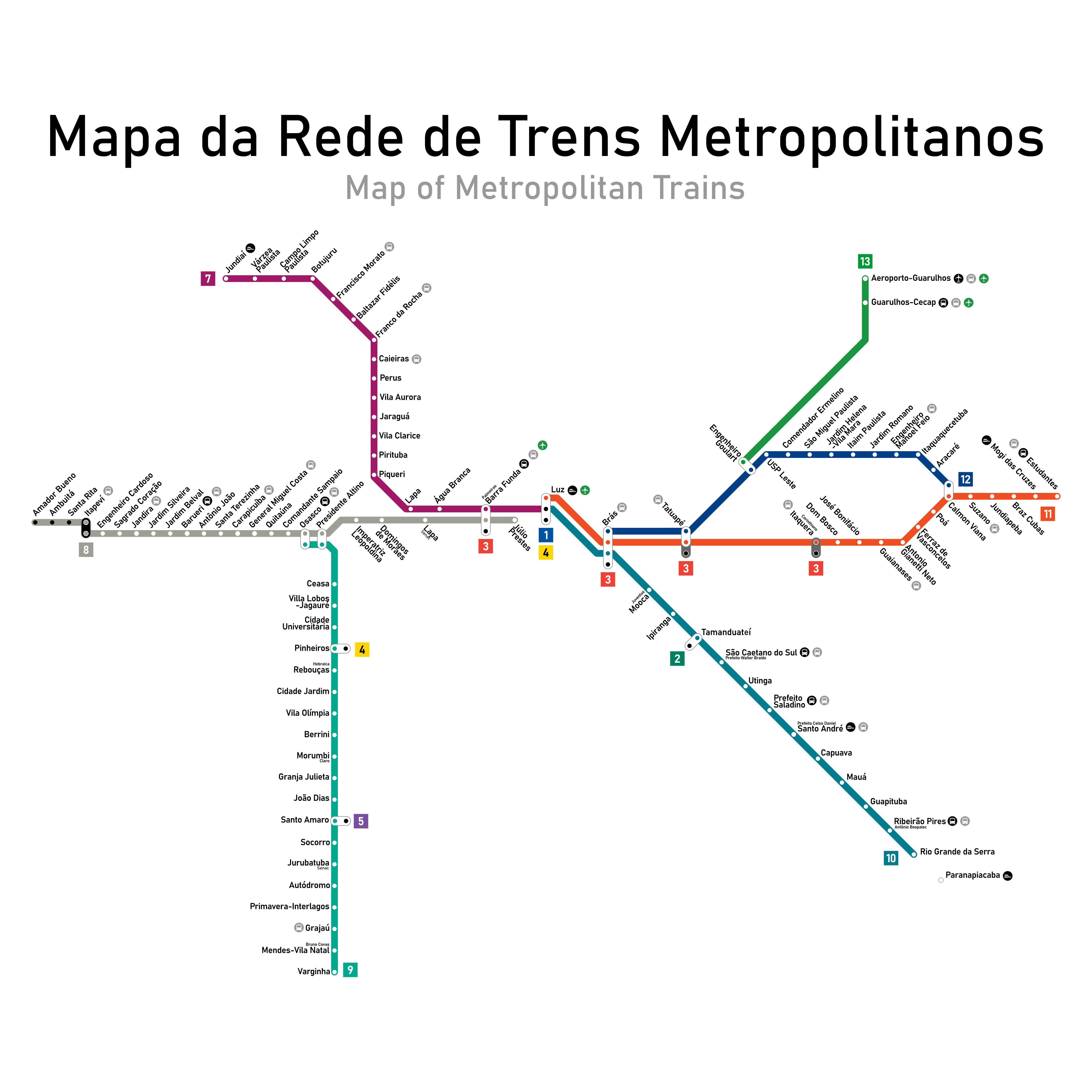
Plan des lignes de la CPTM (2020).

Établie à 725 mètres d'altitude, la gare d'Água Branca est située sur la ligne 7 (Rubis) de la Companhia Paulista de Trens Metropolitanos (CTPM), entre la gare de Palmeiras-Barra Funda, en direction de la gare terminus de Brás, et la gare de Lapa, en direction de la gare terminus de Jundiaí. 

## Histoire
La gare d'Água Branca est mise en service le 16 février 1867, par le São Paulo Railway (SPR), lors de l'inauguration de la première ligne de chemin de fer de São Paulo reliant Santos et Jundiaí.

## Projets
De nombreux projets de modernisation de la gare sont prévus, avec notamment la suppression du passage à niveau, la connexion et l'intégration de la ligne 8 de la CPTM et la création de la station de la ligne 6 (Orange) du métro de São Paulo.

## À proximité
- Usine Saint-Gobain
- União Fraterna Bailes
- Parc Jardim das Perdizes